# Daun (Allemagne)
Pour les articles homonymes, voir Daun.

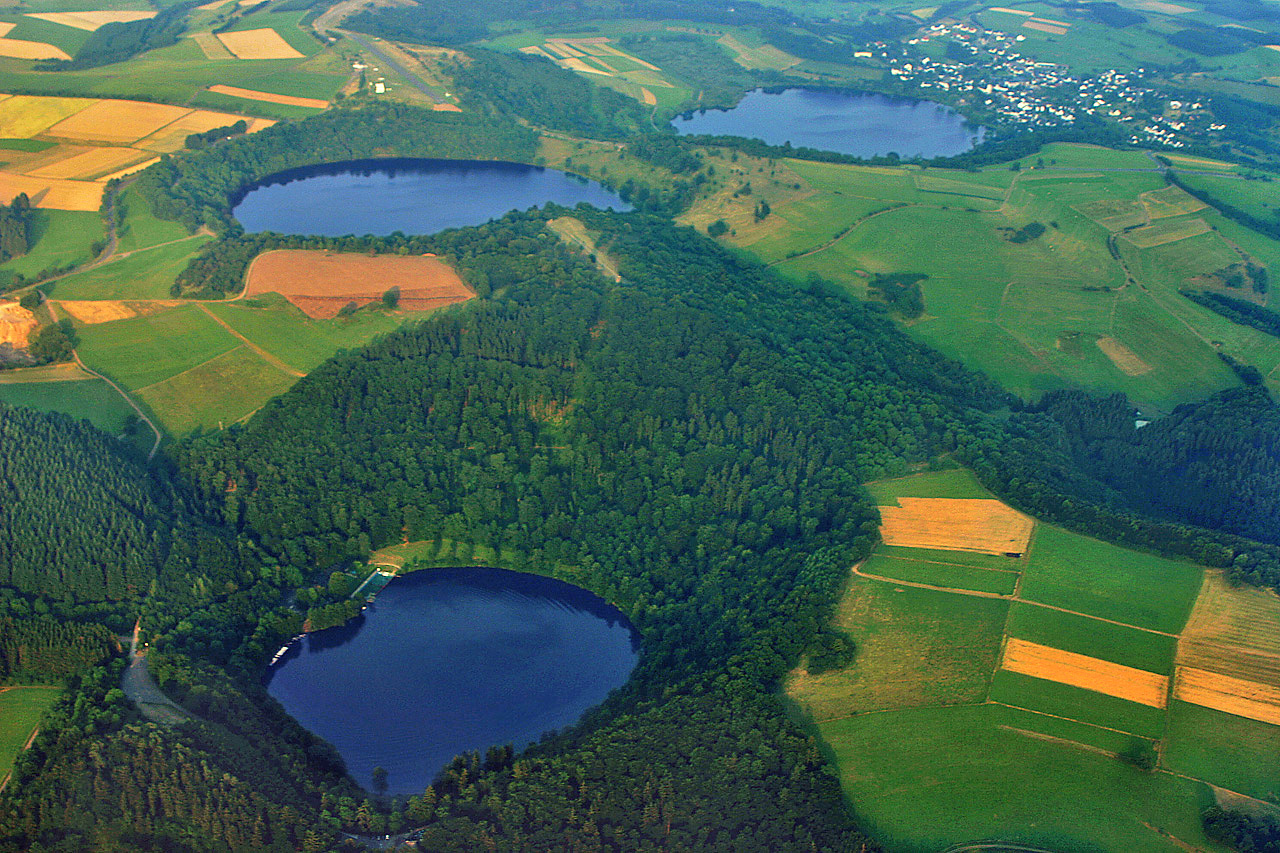
Maars près de Daun

Daun est une ville de l'arrondissement de Vulkaneifel dans la région volcanique de l'Eifel dans le land de Rhénanie-Palatinat en Allemagne.
Historiquement, on appelait Kreis Daun le district de Vulkaneifel.

## Démographie
La commune compte 8 488 habitants. Depuis les années 1990, des réfugiés d'origine allemande provenant de l'ancienne Union soviétique se sont installés à Daun[réf. nécessaire].

## Géographie
Le paysage environnant est composé de collines volcaniques. À 1,5 km au sud du centre-ville se trouvent les Dauner Maars (à savoir : « Gemündener Maar », « Weinfelder Maar » et « Schalkenmehrener Maar »), lacs de cratère volcanique causés par les anciennes remontées de magma. Les trois maars sont proches les uns des autres, séparés uniquement par des falaises de tuf. 

## Tourisme
Le tourisme s'est fort développé depuis les années 1980. Le secteur développe ses activités surtout en été, principalement avec « marche nordique » (un réseau à 230 km de routes s'est ouvert en 2005), randonnée, vélo tout terrain. Daun est situé au centre du sentier de grande randonnée de l'Eifelsteig, qui, sur 330 km, va d'Aix-la-Chapelle à Trèves. Le 'Wild- und Erlebnispark Daun' abrite notamment des bisons européens, des faucons et des singes.
Le musée de l'Eifel volcanique est situé à Daun.
Daun est une ville de cures thermales avec sources d'eaux minérales naturelles. La ville a enregistré des ventes de 95 millions de litres de sa marque d'eau minérale en 2002.

## Économie
La vie économique se concentre sur deux activités, le tourisme (onze hôtels et pensions, dont un à 4 étoiles) et l'agriculture. La région souffre d'un taux élevé de chômage et d'un manque de possibilités de travail pour les jeunes.

## Jumelages
Daun est jumelée avec la municipalité de Carisolo (Italie). 

## Divers
La Südwestrundfunk possède une antenne à Daun.